# 70. ročník udílení Filmových cen Britské akademie
70. ročník udílení Filmových cen Britské akademie se konal v Royal Albert Hall v Londýně 12. února 2017. Moderátorem ceremoniálu byl Stephen Fry. Ocenění se předalo nejlepším filmům a dokumentům britským i mezinárodním, které se promítaly v britských kinech v roce 2016. Nominace byly oznámeny 10. ledna 2017.

## Nominace
V jednotlivých kategoriích byli nominováni:
| Nejlepší film | Nejlepší režisér |
| --- | --- |
| La La Land – Fred Berger, Jordan Horowitz a Marc Platt - Příchozí – Dan Levine, Shawn Levy, David Linde a Aaron Ryder - Já, Daniel Blake – Rebecca O'Brien - Místo u moře – Lauren Beck, Matt Damon, Chris Moore, Kimberly Steward a Kevin J. Walsh - Moonlight – Dede Gardner, Jeremy Kleiner a Adele Romanski | Damien Chazelle – La La Land - Tom Ford – Noční zvířata - Ken Loach – Já, Daniel Blake - Kenneth Lonergan – Místo u moře - Denis Villeneuve – Příchozí |
| Nejlepší herec v hlavní role | Nejlepší herečka v hlavní roli |
| Casey Affleck – Místo u moře jako Lee Chandler - Andrew Garfield – Hacksaw Ridge: Zrození hrdiny jako Desmond T. Doss - Ryan Gosling – La La Land jako Sebastian Wilder - Jake Gyllenhaal – Noční zvířata jako Edward Sheffield/Tony Hastings - Viggo Mortensen – Tohle je náš svět jako Ben Cash | Emma Stoneová – La La Land jako Mia Dolan - Amy Adamsová – Příchozí jako Dr. Louise Banks - Emily Bluntová – Dívka ve vlaku jako Rachel Watson - Natalie Portmanová – Jackie jako Jackie Kennedyová - Meryl Streepová – Božská Florence jako Florence Foster Jenkins |
| Nejlepší herec ve vedlejší roli | Nejlepší herečka ve vedlejší roli |
| Dev Patel – Lion jako Saroo Brierley - Mahershala Ali – Moonlight jako Juan - Jeff Bridges – Za každou cenu jako Marcus Hamilton - Hugh Grant – Božská Florence jako St. Clair Bayfield - Aaron Taylor-Johnson – Noční zvířata jako Ray Marcus | Viola Davis – Ploty jako Rose Maxson - Naomie Harrisová – Moonlight jako Paula - Nicole Kidmanová – Lion jako Sue Brierley - Hayley Squires – Já, Daniel Blake jako Katie Morgan - Michelle Williamsová – Místo u moře jako Randi |
| Nejlepší původní scénář | Nejlepší adaptovaný scénář |
| Kenneth Lonergan – Místo u moře - Damien Chazelle – La La Land - Barry Jenkins – Moonlight - Paul Laverty – Já, Daniel Blake - Taylor Sheridan – Za každou cenu | Luke Davies – Lion - Tom Ford – Noční zvířata - Eric Heisserer – Příchozí - Theodore Melfi a Allison Schroeder – Skrytá čísla - Robert Schenkkan a Andrew Knight – Hacksaw Ridge: Zrození hrdiny |
| Nejlepší kamera | Nejlepší debut – scénář, režie nebo produkce |
| Linus Sandgren – La La Land - Bradford Young – Příchozí - Giles Nuttgens – Za každou cenu - Greig Fraser – Lion - Seamus McGarvey – Noční zvířata | Babak Anvari (režisér/scenárista), Emily Leo, Oliver Roskill a Lucan Toh (producenti) – Zahaleni stínem - Mike Carey (scenárista) a Camille Gatin (producentka) – Nejnadanější dívka - George Amponsah (scenárista/režisér/producent) a Dionne Walker (scenárista/producent) – The Hard Stop - Peter Middleton (režisér/scenárista/producent), James Spinney (scenárista/režisér) a Jo-Jo Ellison (producent) – Poznámky o slepotě - John Donnelly (scenárista) a Ben A. Williams (režisér) – Přihrávka |
| Nejlepší britský film | Nejlepší dokument |
| Já, Daniel Blake – Ken Loach, Rebecca O'Brien a Paul Laverty - American Honey – Andrea Arnold, Lars Knudsen, Pouya Shahbazian a Jay Van Hoy - Popírání holocaustu – Gary Foster, Russ Krasnoff a David Hare - Fantastická zvířata a kde je najít – David Yates, David Heyman, Steve Kloves, J. K. Rowling, a Lionel Wigram - Poznámky o slepotě – Peter Middleton, James Spinney, Mike Brett, Jo-Jo Ellison a Steve Jamison - Zahaleni stínem – Babak Anvari, Emily Leo, Oliver Roskill a Lucan Toh | 13th – Ava DuVernay - The Beatles: Eight Days a Week – Ron Howard - Malá sokolnice – Otto Bell a Stacey Reiss - Poznámky o slepotě – Peter Middleton a James Spinney - Weiner – Josh Kriegman a Elyse Steinberg |
| Nejlepší původní hudba | Nejlepší zvuk |
| La La Land – Justin Hurwitz - Příchozí – Jóhann Jóhannsson - Jackie – Mica Levi - Lion – Dustin O'Halloran a Hauschka - Noční zvířata – Abel Korzeniowski | Příchozí – Sylvain Bellemare, Claude La Haye a Bernard Gariépy Strobl - Deepwater Horizon: Moře v plamenech – Dror Mohar, Mike Prestwood Smith, Wylie Stateman a David Wyman - Fantastická zvířata a kde je najít – Niv Adiri, Glenn Freemantle, Simon Hayes, Andy Nelson a Ian Tapp - Hacksaw Ridge: Zrození hrdiny – Peter Grace, Robert Mackenzie, Kevin O’Connell a Andy Wright - La La Land – Mildred Iatrou Morgan, Ai-Ling Lee, Steve A. Morrow a Andy Nelson                                    |
| Nejlepší produkční design | Nejlepší speciální efekty |
| Fantastická zvířata a kde je najít – Stuart Craig a Anna Pinnock - Doctor Strange – Charles Wood, John Bush - Ave, Caesar! – Jess Gonchor a Nancy Haigh - La La Land – David Wasco a Sandy Reynolds-Wasco - Noční zvířata – Shane Valentino a Meg Everist | Kniha džunglí – Robert Legato, Dan Lemmon, Andrew R. Jones a Adam Valdez - Příchozí – Louis Morin - Doctor Strange – Richard Bluff, Stephane Ceretti, Paul Corbould a Jonathan Fawkner - Fantastická zvířata a kde je najít – Tim Burke, Pablo Grillo, Christian Manz a David Watkins - Rogue One: Star Wars Story – Neil Corbould, Hal Hickel, Mohen Leo, John Knoll a Nigel Sumner |
| Nejlepší kostýmní design | Nejlepší masky |
| Jackie – Madeline Fontaine - Spojenci – Joanna Johnston - Fantastická zvířata a kde je najít – Colleen Atwood - Božská Florence – Consolata Boyle - La La Land – Mary Zophres | Božská Florence – J. Roy Helland a Daniel Phillips - Doctor Strange – Jeremy Woodhead - Hacksaw Ridge: Zrození hrdiny – Shane Thomas - Noční zvířata – Donald Mowat a Yolanda Toussieng - Rogue One: Star Wars Story |
| Nejlepší střih | Nejlepší cizojazyčný film |
| Hacksaw Ridge: Zrození hrdiny – John Gilbert - Příchozí – Joe Walker - La La Land – Tom Cross - Místo u moře – Jennifer Lame - Noční zvířata – Joan Sobel | Saulův syn – László Nemes a Gábor Sipos - Dheepan – Jacques Audiard a Pascal Caucheteux - Julieta – Pedro Almodóvar - Mustang – Deniz Gamze Ergüven a Charles Gillibert - Toni Erdmann – Maren Ade a Janine Jackowski |
| Nejlepší animovaný film | Nejlepší krátký animovaný film |
| Kubo a jeho kouzelný meč – Travis Knight - Hledá se Dory – Andrew Stanton - Odvážná Vaiana: Legenda o konci světa – Ron Clements a John Musker - Zootropolis: Město zvířat – Byron Howard a Rich Moore | A Love Story – Khaled Gad, Anushka Kishani Naanayakkara a Elena Ruscombe-King - The Alan Dimension – Jac Clinch, Jonathan Harbottle a Millie Marsh - Obtíže – Jennifer Zheng |
| Nejlepší krátkometrážní film | Vycházející hvězda |
| Home – Shpat Deda, Afolabi Kuti, Daniel Mulloy, and Scott O’Donnell - Consumed – Richard John Seymour - Mouth of Hell – Bart Gavigan, Samir Mehanovic, Ailie Smith, Michael Wilson - The Party – Farah Abushwesha, Emmet Fleming, Andrea Harkin, a Conor MacNeill - Standby – Jack Hannon a Charlotte Regan | - Tom Holland - Laia Costa - Lucas Hedges - Ruth Negga - Anya Taylor-Joy |

### Academy Fellowship Award
- Mel Brooks

### Nejlepší britský přínos kinematografii
- Curzon